# Неманичі

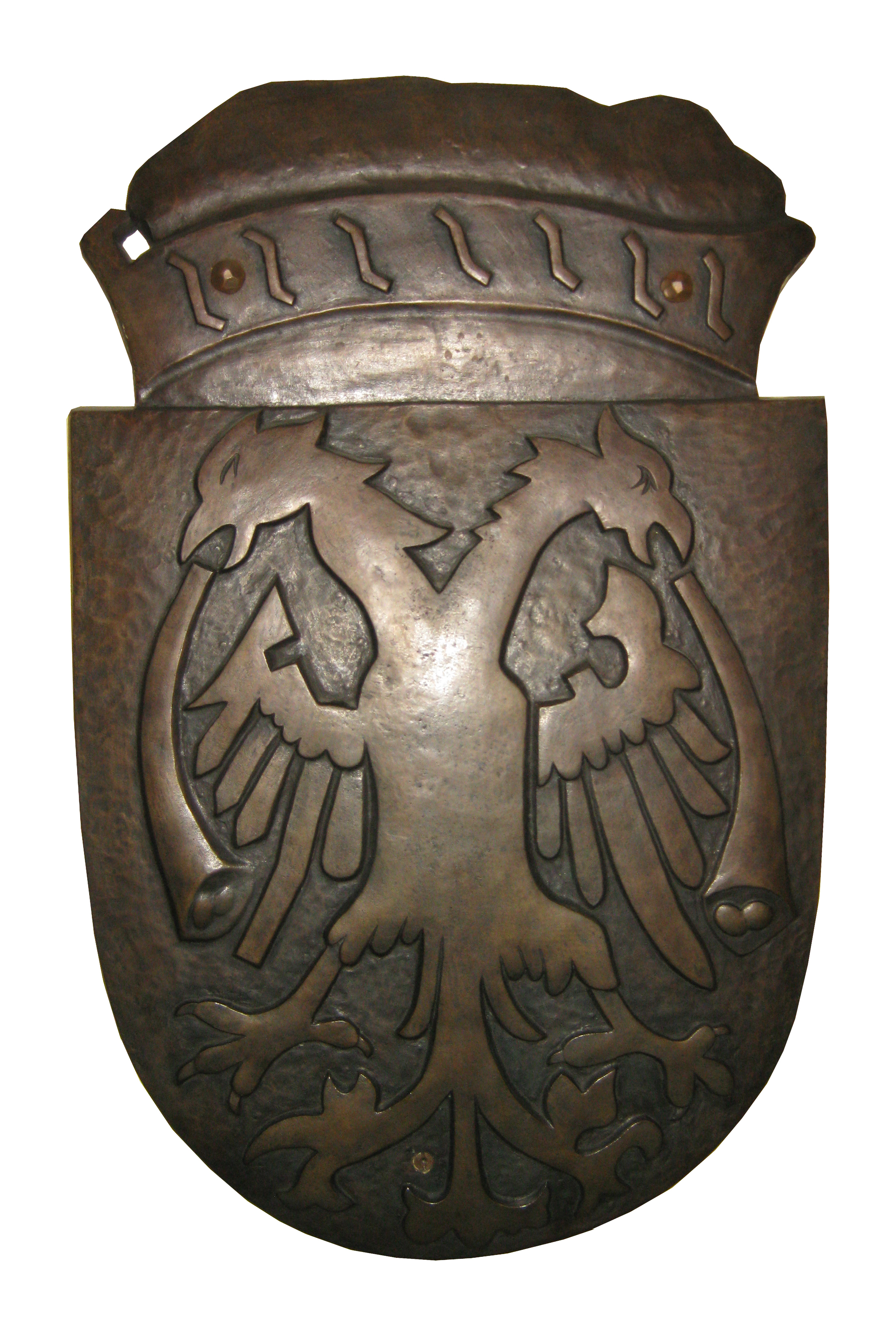
Герб Неманичів

Неманичі — південнослов'янська династія володарів Сербії та інших країн у 1170—1371 роках, які носили титули жупанів (князів), великих жупанів, королів та царів (імператорів). Засновником династії став жупан Стефан Неманя. Створена ним держава успішно протистояла Візантії та відбила спроби втручання у свої внутрішні справи королів Угорщини. За часів Неманичів Сербія остаточно з племінної держави перетворилася на феодальну та досягла свого найбільшого розквіту та могутності в середньовічний період. Серед Неманичів було багато талановитих полководців та покровителів православної церкви. У династії було популярне ім'я Стефан, яке в Угорщині та у південнослов'янських народів, що зазнали її впливу, асоціювалося із верховною владою та часто прибиралося у якості  тронного імені навіть правителями хрещеними під іншим ім'ям, фактично перетворишись на титул.

## Історія

### Піднесення роду
Початок сходження роду Неманичів пов'язують із Стефаном Неманею, від якого йде назва династії. Він був одним із синів князя Захумлє Завіди з роду Вукановичів. В 60-х роках XII сторіччя він почав боротьбу за владу — спочатку із своїми братами за батьківське князівство, а потім з родиною Воїславичів — за князівство (жупанію) Рашка, ядро майбутньої Сербії. Головною метою Стефана Немані було здобути незалежність від Візантії. Він зміг значно розширити свої володіння, а у 1191 році укласти мирний договір з візантійським імператором Ісааком II Ангелом. Від спадкоємця останнього — Олексія III Ангела — Неманя отримав найвищий титул імперії — себастократора. Цим засвідчувалася формальна залежність Сербії від Візантії. На цей час Стефан Неманя вже оголосив себе великим жупаном Рашки.

Династія Неманичів

 Справу свого батька продовжив Стефан II Неманич. Сербія продовжувала зміцнення зсередини та розшируювати свій вплив на Балканському півострові. У 1217 році Сербія стає королівством. Водночас налагоджує стосунки з Римом, Венецією, Константиноволем. Також стає фактично незалежною Сербська православна церква. Активно розвивається торгівля, зокрема через Дубровник.

### Від Стефана Радослава до Стефана Уроша III
Весь час володарі Сербії спрямовували свої зусилля на розширення кордонів Сербів, здебільшого за рахунок Візантії. Водночас починається протистояння за владу на півострові з Болгарією. Значного успіху досяг Стефан Урош II Мілутін, який значно збільшив землі Сербії після перемоги над Візантією у 1299 році.
Його син Стефан Урош III Дечанський багато час приділяв боротьбі із внутрішніми ворогами, яки намагалися позбавити його влади, а також з Угорщиною, Боснією. Водночас завдав у 1330 році важкої поразки Болгарському царству. Після цього Сербське королівство фактично стає найпотужнішою силою на Балканах.

### Останні Неманичі
Найбільшого розквіту Сербія досягла за правління Стефана Душана Неманича, який захопив Албанію, Македонію, Фесалію та Епір, поставив у залежність від Сербії Болгарію. У 1345 році сербська архієпископія стала патріархією. А у 1346 році коронувався у м. Скоп'є як імператор сербів та ромеїв. У 1349 році випустив Законник, який став значної подією у житті країни й був кодифікацією публічного права. В цей же час Сербія дедалі більше відчуває культурний вплив з боку Візантії.
Після смерті Стефана Душана Сербіська держава фактично розпалася на декілька князівств. Спадкоємець Душана — Стефан Урош V — не зміг зберегти здобутки попердників. Внаслідок чого до 1371 році Османською імперією була захоплена Македонія, Сербія втратила Албанію й Фесалію. В цьому ж році помер Стефан Урош V, який став останнім представником династії на троні Сербського королівства. Водночас з Стефаном Урошем V як фактично незалежним володарем Епіру та Фессалії правив його дядько Симеон Синіша, після смерті якого у 1371 році кермо влади перебрав його син Іоанн Урош. Проте незабаром — у 1372 році — він зрікся своєї влади і став ченцем. Із смертю Іоанна Уроша у 1423 році скінчився рід Неманичів. Наступні сербські володарі часто підкріплювали свої претензії на владу реальною чи декларованою спорідненістю з Неманичами.

## Володарі з роду Неманичів
- Стефан I Неманя (1170—1196) — великий жупан східної Сербії
- Стефан II (1196—1202, 1203—1228), король Сербії з 1217 року
- Вукан (1202—1203)
- Стефан Радослав (1228—1233)
- Стефан Владислав I (1233—1243)
- Стефан Урош I (1243—1276)
- Стефан Драгутін (1276—1316)
- Стефан Урош II Мілутін (1282—1321)
- Стефан Владислав II (1321—1325)
- Стефан Костянтин (1321—1322)
- Стефан Урош III Дечанський (1321—1331)
- Стефан Урош IV Душан (1331—1355)
- Стефан Урош V (1355—1371), імператор Сербії та Ромеї
- Симеон Синіша (1355—1371), цар Епіру та Фессалії
- Іоанн Урош (1371—1372)